# Porsche 919 Hybrid EVO
Porsche 919 Hybrid Evo — У 2017 році компанія Porsche завершила свою гоночну програму з участі у топовій категорії LMP1 світового чемпіонату WEC. Цю дисципліну вони залишили у статусі чемпіонів, але спорт-прототип 919 Hybrid, який виграв чемпіонат, не вирушив на полицю в музей Porsche, а зайнявся іншою справою - став ставити рекорди на легендарних гоночних трасах.. 

## Конструкція

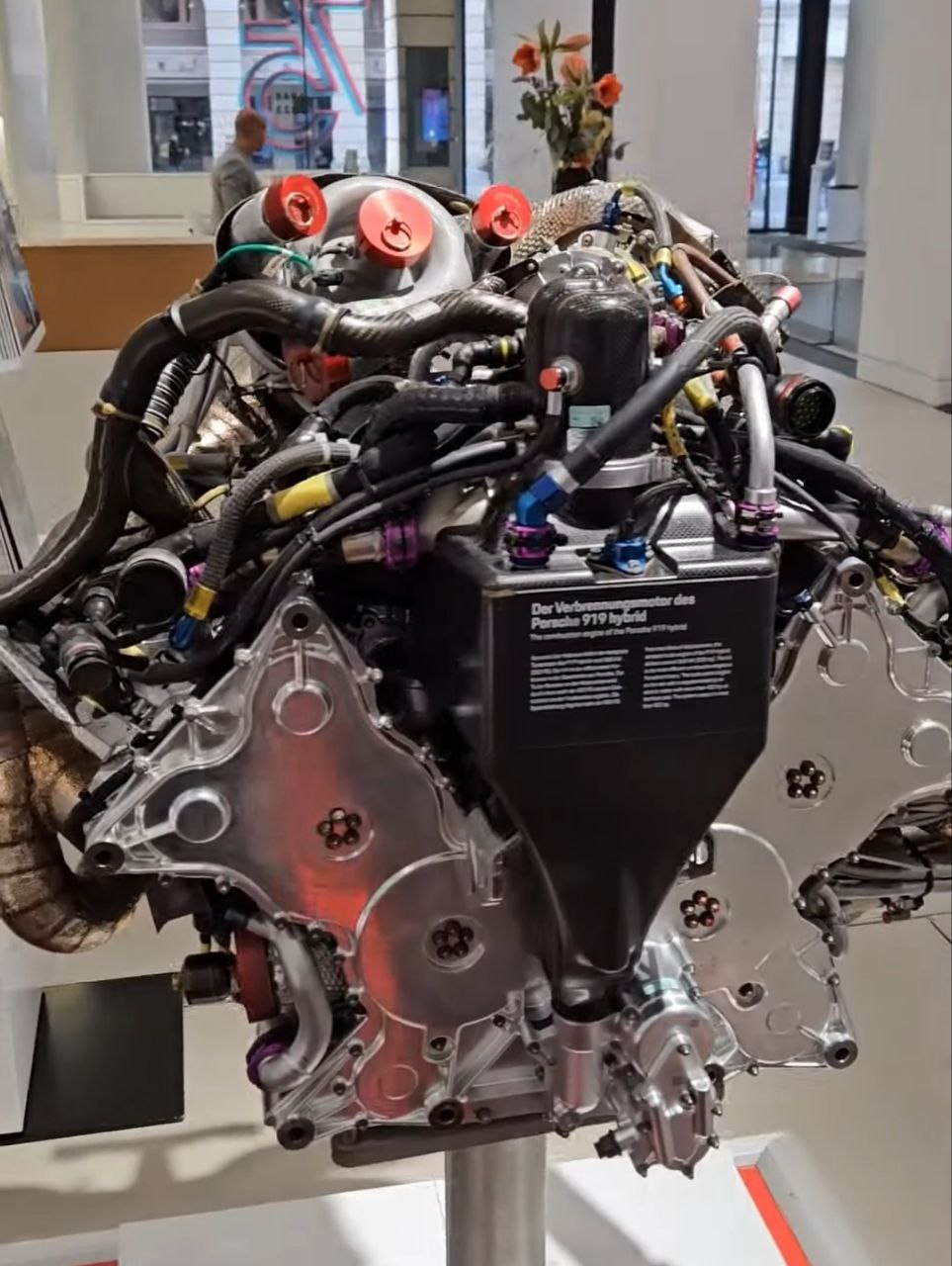

Кузов машини типу монокок у вигляді закритої сендвіч-конструкції виконано з вуглепластику та алюмінієвих сот. На колесах встановлені дискові гальма з карбід кремнієвої кераміки. Силовий блок моделі складається з 4-циліндрового V-подібного бензинового мотора об'ємом 2000 см³ потужністю 720 к.с. (530 кВт) з приводом на задню вісь і двох електромоторів-генераторів EGU потужністю 439 к.с. (323 кВт) на передній осі, що акумулюють енергію при гальмуванні і передають її у вигляді електроенергії на літій-іонний акумулятор з рідинним охолодженням. За одне коло на треку система здатна акумулювати і видати 8 мДж. У колесах використано шини Michelin і магнієві колісні диски.

## Внесені зміни
1. Cкасовано обмеження на витрати палива. Одного цього було достатньо, щоб збільшити потужність автомобіля з приблизно 520 кінських сил (382 кВт)у 919 Hybrid до 720 кінських сил (530 кВт) у 919 Hybrid Evo.
2. Відмова від обмежень системи рекуперації, що збільшило на 10 відсотків більше енергії з електричної системи. Загалом це збільшило потужністю до 1160 к.с (853 кВт)
3. Зникли також аеродинамічні обмеження. Porsche оснастила 919 Hybrid Evo набагато більшим заднім антикрилом і відповідним переднім дифузором, кожен з яких має активно регульоване зниження опору. Більше налаштувань днища, а також фіксована висота бічних спідниць додають, за словами автовиробника, збільшення притискної сили на 53 відсотки та колосальне збільшення загальної ефективності на 66 відсотків.
4. Більш липку гуму на колеса, кожне з яких отримало підсилену гальмівну систему, міцнішу підвіску та зменшення ваги на 86 фунтів (39 кілограмів).

## Рекорди
1. Nürburgring Nordschleife: трасу довжиною 12,94 милі (21 кілометр). У 2018 році там, з Тімо Бернхардом[en] за кермом, 919 Hybrid Evo подолав дистанцію за 5 хвилин і 19,55 секунди. При цьому він побив старий рекорд на 51,58 секунди. Максимальна швидкість становила 229,5 миль/год (369.3 кілометрів/год), але ще більше дивує середня швидкість: вона склала 145,3 милі/год (233.8 кілометрів/год).[1]
2. Спа-Франкоршам: той же Тімо Бернхардом проїхав бельгійською трасою коло за 1:41.77 — на 0,783 секунди швидше, ніж поул-позиція Льюїса Хемілтона у 2017 році.[2]
3. Траса Америк: Porsche 919 Hybrid Evo встановив рекорд в 1 хвилина 41,770 секундна, здолавши попередній рекорд для гібридних автомобілів.
4. Шпільбергрінг: Автомобіль побив рекорд на трасі Шпільбергрінг в Австрії, встановивши найкращий час кола для гоночного автомобіля
5. Silverstone: Великобританський автодром Silverstone став ще однією локацією, на якій Porsche 919 Hybrid Evo встановив рекорд в 1 хвилину 24,276 секунди.
6. Лагуна Сека: Траса Лагуна Сека в Каліфорнії також була місцем встановлення рекорду в 1 хвилина 9,711 секунд.